# Flughafen Erbil

i7
i11
i13
Der Internationale Flughafen Erbil (IATA-Code: EBL, ICAO-Code: ORER) ist ein Flughafen in der Autonomen Region Kurdistan im Irak. Er liegt im Nordwesten der Stadt Erbil.
Der Flughafen wird von der kurdischen Regionalregierung im Nordirak verwaltet. Mit dem Flughafen Sulaimaniyya gehört er zu den zwei Flughäfen in der Autonomen Region Kurdistan.

## Geschichte
Der Flughafen wurde 2003 anstelle eines bis 1991 von der irakischen Regierung betriebenen Militärflugplatzes errichtet. Eine erste Erweiterung wurde im April 2005 eröffnet, kurz darauf erhielt der Flughafen einen ICAO-Code. Um internationalen Standards zu genügen, wurde im März 2010 ein vollständiger Neubau eingeweiht. Gebaut wurde er von der türkischen Firma Makyol. Die Kosten betrugen 550 Mio. US-Dollar.

## Betrieb
Der Flughafen war Drehkreuz der Zagrosjet, welche Ziele in der Türkei, dem Irak und Schweden anflog.
Es bestehen Linienflugverbindungen zu Zielen im Inland, in Europa und dem Nahen Osten. Austrian Airlines fliegt täglich nach Wien, Iraqi Airways und Lufthansa verbinden den Flughafen Erbil dreimal pro Woche mit Frankfurt am Main. Weitere Internationale Ziele sind Nürnberg und Köln/Bonn. 
Nach dem Unabhängigkeitsreferendum im September 2017 wurde der Betrieb für Internationale Flüge durch die Regierung in Irak gesperrt. Humanitäre, diplomatische und militärische Flüge waren vom Verbot ausgenommen. Im März 2018 wurde der Betrieb für Internationale Flüge wieder erlaubt.

## Infrastruktur
Der Flughafen ist mit einer 4800 Meter langen und 75 Meter breiten Start- und Landebahn in Nord-Süd-Richtung ausgestattet. Die Piste zählt zu den längsten der Welt. Die Landerichtung 18 verfügt über ein Instrumentenlandesystem der mittleren Kategorie (CAT II), die Landerichtung 36 über eines der einfachsten Kategorie (CAT I). Die Bahn 15/33 wird nicht für Starts oder Landungen verwendet, sondern nur für Rollbewegungen zum oder vom Cargo Terminal 2. Der Flughafen besitzt ein 72.000 m² großes Passagier-Terminal mit CIP-Bereich, ein eigenes VIP-Terminal sowie zwei Fracht-Terminals.

## Statistiken
| Jahr | Passagiere | Fracht (Tonnen) |
| ---- | ---------- | --------------- |
| 2006 | 163.619    |                 |
| 2007 | 263.148    | 9.321           |
| 2008 | 301.534    | 13.335          |
| 2009 | 348.120    | 11.100          |
| 2010 | 435.469    | 10.619          |
| 2011 | 621.870    | 17.769          |
| 2012 | 947.600    | 27.849          |
| 2013 | 1.193.783  | 38.572          |
| 2014 | 1.566.000  | 33.527          |